# Iglesia de la Santísima Cruz (Valencia)
 La Iglesia de la Santísima Cruz, ubicada en la plaza del Carmen es una de las construcciones religiosas más importantes de Valencia, en especial por su riqueza artística tanto interior como exterior. El edificio cuenta con el título de Monumento Histórico-Artístico Nacional desde 1983 y es considerado también un Bien de Interés Cultural de la ciudad de Valencia.
Inicialmente era conocida como Iglesia del Convento del Carmen y su origen coincide con la llegada de los carmelitas a la ciudad en 1280, pero su nombre se modificó en 1842 cuando la parroquia del convento de la Santa Cruz se trasladó a ella por demolición del edificio original. No obstante, sí existe una Santísima Cruz que puede admirarse presidiendo el Altar Mayor, junto a retablos del pintor José Bellver Delmás que tratan sobre la exaltación de la Santa Cruz y la Invención de la Santa Cruz.
El edificio cuenta con  una planta rectangular de una nave con capillas laterales, bóveda de cañón y arcos de diafragma. Mientras el interior combina pintura y arquitectura el exterior es una fachada-retablo que da directamente a la plaza del Carmen. Se realizó en dos fases durante los siglos XVI y XVII y cuenta con tres cuerpos; el de Gaspar de Sent Martí, el de Juan Bautista Viñes y el de José Bonet. 
En el exterior también se encuentra la torre campanario, terminada en el siglo XVIII, de planta cuadrada, arco de mediopunto y una veleta superior que se conoce como el "angelot del Carme" . Son seis las campanas que suenan desde allí arriba ante la expectación de vecinos y turistas del barrio del Carmen.